# Municipio Tipuani
Das Municipio Tipuani liegt im Departamento La Paz im südamerikanischen Anden-Staat Bolivien.

## Lage im Nahraum
Das Municipio Tipuani ist eines von acht Municipios der Provinz Larecaja und liegt im zentralen Teil der Provinz. Es grenzt im Nordwesten an das Municipio Mapiri, im Westen an das Municipio Sorata und im Süden und Osten an das Municipio Guanay.
Das Municipio misst in Nord-Süd-Richtung etwa 15 Kilometer, in Ost-West-Richtung 25 Kilometer. Das Municipio hat 27 Gemeinden (localidades), der zentrale Ort des Municipios ist die Landstadt Tipuani mit 2456 Einwohnern (Volkszählung 2012) im östlichen Teil, andere wichtige Ortschaften sind Chima mit 1576 Einwohnern und Chuquini mit 1209 Einwohnern.

## Geographie
Das Municipio Tipuani liegt nordöstlich des Titicacasees am Ostrand der Anden-Gebirgskette der Cordillera Real.
Die mittlere Durchschnittstemperatur der Region liegt bei etwa 24 °C, der Jahresniederschlag beträgt etwa 1400 mm (siehe Klimadiagramm Mapiri). Die Region weist keinen ausgeprägten Temperaturverlauf auf, die Monatsdurchschnittstemperaturen schwanken nur unwesentlich zwischen 21 °C im Juni und Juli und 26 °C von November bis Januar, und auch die Tages- und Nachttemperaturen weisen nur geringe Schwankungen auf. Die Monatsniederschläge liegen zwischen unter 50 mm in den Monaten Juni und Juli und etwa 200 mm von Dezember bis Februar.

## Bevölkerung
Die Einwohnerzahl des Municipio Tipuani ist zwischen 1992 und 2024 auf fast die Hälfte zurückgegangen:
| Jahr | Einwohner | Quelle       |
| ---- | --------- | ------------ |
| 1992 | 13.708    | Volkszählung |
| 2001 | 9.321     | Volkszählung |
| 2012 | 9.985     | Volkszählung |
| 2024 | 7.640     | Volkszählung |

Das Municipio hatte bei der letzten Volkszählung von 2024 eine Bevölkerungsdichte von 27,7 Einwohnern/km², die Lebenserwartung der Neugeborenen im Jahr 2001 lag bei 57,8 Jahren, die Säuglingssterblichkeit war von 10,1 Prozent (1992) auf 8,3 Prozent im Jahr 2001 zurückgegangen, der Alphabetisierungsgrad bei den über 6-Jährigen betrug 91,5 Prozent.
97,7 Prozent der Bevölkerung sprechen Spanisch, 28,8 Prozent sprechen Aymara, und 15,5 Prozent Quechua. (2001)
37,1 Prozent der Bevölkerung haben keinen Zugang zu Elektrizität, 62,8 Prozent leben ohne sanitäre Einrichtung (2001).
63,6 Prozent der 2.776 Haushalte besitzen ein Radio, 48,0 Prozent einen Fernseher, 11,1 Prozent ein Fahrrad, 0,9 Prozent ein Motorrad, 3,3 Prozent ein Auto, 18,7 Prozent einen Kühlschrank, 0,7 Prozent ein Telefon. (2001)

## Politik
Ergebnis der Regionalwahlen (concejales del municipio) vom 4. April 2010:
| Wahl- berechtigte |  | Wahl- beteiligung | gültige Stimmen |  | MAS-IPSP | FPV    | M.P.S. |
| ----------------- |  | ----------------- | --------------- |  | -------- | ------ | ------ |
| 4.074             |  | 3.181             | 1.838           |  | 900      | 528    | 410    |
|                   |  | 78,1 %            | 57,8 %          |  | 49 %     | 28,7 % | 22,3 % |

Ergebnis der Regionalwahlen (elecciones de autoridades políticas) vom 7. März 2021:
| Wahl- berechtigte |  | Wahl- beteiligung | gültige Stimmen |  | MAS-IPSP | PBCSP   | J.A.LLALLA.L.P. | MTS    | SOL.BO | ASP    | C-A    |
| ----------------- |  | ----------------- | --------------- |  | -------- | ------- | --------------- | ------ | ------ | ------ | ------ |
| 4.211             |  | 3.332             | 2.807           |  | 1.159    | 677     | 407             | 161    | 95     | 95     | 47     |
|                   |  | 79,13 %           | 84,24 %         |  | 41,29 %  | 24,12 % | 14,50 %         | 5,74 % | 3,38 % | 3,38 % | 1,67 % |

## Gliederung
Das Municipio untergliederte sich bei der letzten Volkszählung von 2012 in die folgenden vier Kantone (cantones):
- 02-0606-01 Kanton Tipuani – 11 Gemeinden – 5.998 Einwohner
- 02-0606-02 Kanton Carguarani – 2 Gemeinden – 96 Einwohner
- 02-0606-03 Kanton Cotapampa – 4 Gemeinden – 278 Einwohner
- 02-0606-04 Kanton Paniagua – 10 Gemeinden – 3.613 Einwohner

## Ortschaften im Municipio Tipuani
- Kanton Tipuani
  - Tipuani 2456 Einw. – Chima 1576 Einw. – Rinconada 754 Einw. – Cangalli 557 Einw.

- Kanton Paniagua
  - Chuquini 1209 Einw. – Unutuluni 857 Einw. – Molleterio 539 Einw.